# 小行星6962
小行星6962（英語：6962 Summerscience）是一颗围绕太阳公转的小行星。1990年7月22日，埃莉諾·赫琳在帕洛马山发现了此天体。
这颗小行星的绝对星等为70.54235330805741等。